# Campionati del mondo di atletica leggera 2009 - Eptathlon
La competizione si è svolta su due giorni, il 15 e il 16 agosto: il primo si sono svolte le gare di 100 metri ostacoli, salto in alto, getto del peso e 200 metri piani, mentre il secondo giorno si sono svolte le gare di salto in lungo, lancio del giavellotto e 800 metri piani.

## Record
Prima di questa competizione, il record del mondo (WR) e il record dei campionati (CR) erano i seguenti:
| Record                | Prestazione | Atleta                           | Data                                  | Competizione                |
| --------------------- | ----------- | -------------------------------- | ------------------------------------- | --------------------------- |
| Record mondiale       | 7291 pt     | Jackie Joyner-Kersee Stati Uniti | 24 settembre 1988 Seul, Corea del Sud | Giochi della XXIV Olimpiade |
| Record dei campionati | 7128 pt     | Jackie Joyner-Kersee Stati Uniti | 1º settembre 1987 Roma, Italia        | Campionati del mondo 1987   |

## Risultati

### 100 metri ostacoli
| Rank | Batteria | Nome                       | Nazionalità | Risultati (sec) | Punti | Note                                     |
| ---- | -------- | -------------------------- | ----------- | --------------- | ----- | ---------------------------------------- |
| 1    | 1        | Jessica Ennis              | Regno Unito | 12"93           | 1135  |                                          |
| 2    | 4        | Ida Antoinette Nana Djimou | Francia     | 13"44           | 1059  | Miglior prestazione personale            |
| 3    | 1        | Sara Aerts                 | Belgio      | 13"45           | 1058  |                                          |
| 4    | 1        | Kamila Chudzik             | Polonia     | 13"50           | 1050  | Miglior prestazione personale stagionale |
| 4    | 1        | Diana Pickler              | Stati Uniti | 13"50           | 1050  |                                          |
| 6    | 4        | Tat'jana Černova           | Russia      | 13"58           | 1039  | Miglior prestazione personale stagionale |
| 7    | 1        | Hanna Mel'nyčenko          | Ucraina     | 13"60           | 1036  |                                          |
| 7    | 3        | Louise Hazel               | Regno Unito | 13"60           | 1036  | Miglior prestazione personale stagionale |
| 9    | 1        | Jennifer Oeser             | Germania    | 13"62           | 1033  |                                          |
| 10   | 4        | Ljudmyla Josypenko         | Ucraina     | 13"64           | 1030  | Miglior prestazione personale            |
| 11   | 1        | Yvonne Wisse               | Paesi Bassi | 13"66           | 1027  | Miglior prestazione personale stagionale |
| 12   | 3        | Karolina Tymińska          | Polonia     | 13"67           | 1026  | Miglior prestazione personale stagionale |
| 13   | 4        | Brianne Theisen            | Canada      | 13"69           | 1023  | Miglior prestazione personale            |
| 14   | 4        | Linda Züblin               | Svizzera    | 13"75           | 1014  | Miglior prestazione personale stagionale |
| 15   | 1        | Aiga Grabuste              | Lettonia    | 13"78           | 1010  |                                          |
| 15   | 4        | Marisa De Aniceto          | Francia     | 13"78           | 1010  |                                          |
| 17   | 2        | Bettie Wade                | Stati Uniti | 13"79           | 1008  | Miglior prestazione personale            |
| 18   | 2        | Lilli Schwarzkopf          | Germania    | 13"80           | 1007  | Miglior prestazione personale stagionale |
| 19   | 2        | Natalija Dobryns'ka        | Ucraina     | 13"85           | 1000  | Miglior prestazione personale stagionale |
| 20   | 2        | Sharon Day                 | Stati Uniti | 13"90           | 993   |                                          |
| 21   | 3        | Jessica Samuelsson         | Svezia      | 13"96           | 984   | Miglior prestazione personale stagionale |
| 22   | 2        | Kaie Kand                  | Estonia     | 13"99           | 980   |                                          |
| 23   | 2        | Aryiro Strataki            | Grecia      | 14"17           | 954   |                                          |
| 24   | 4        | Yuliya Tarasova            | Uzbekistan  | 14"23           | 946   |                                          |
| 25   | 3        | Julia Mächtig              | Germania    | 14240           | 923   |                                          |
| 25   | 3        | Nadja Casadei              | Svezia      | 14"40           | 923   |                                          |
| 27   | 3        | Ida Marcussen              | Norvegia    | 14"51           | 907   |                                          |
| 28   | 2        | Sushmitha Singha Roy       | India       | 14"55           | 902   |                                          |
| 29   | 3        | Eliška Klučinová           | Rep. Ceca   | 14"89           | 856   |                                          |

### Salto in alto
| Rank | Gruppo | Nome                       | Nazionalità | Risultati (m) | Punti | Note                                     |
| ---- | ------ | -------------------------- | ----------- | ------------- | ----- | ---------------------------------------- |
| 1    | B      | Jessica Ennis              | Regno Unito | 1,92          | 1132  | Miglior prestazione personale stagionale |
| 2    | B      | Sharon Day                 | Stati Uniti | 1,89          | 1093  |                                          |
| 3    | B      | Ljudmyla Josypenko         | Ucraina     | 1,86          | 1054  |                                          |
| 4    | B      | Julia Mächtig              | Germania    | 1,83          | 1016  | Miglior prestazione personale            |
| 4    | B      | Hanna Mel'nyčenko          | Ucraina     | 1,83          | 1016  |                                          |
| 6    | B      | Natalija Dobryns'ka        | Ucraina     | 1,83          | 1016  | Miglior prestazione personale stagionale |
| 7    | B      | Jennifer Oeser             | Germania    | 1,83          | 1016  | Miglior prestazione personale stagionale |
| 8    | B      | Bettie Wade                | Stati Uniti | 1,80          | 978   |                                          |
| 9    | B      | Marisa De Aniceto          | Francia     | 1,77          | 941   |                                          |
| 10   | B      | Diana Pickler              | Stati Uniti | 1,77          | 941   |                                          |
| 10   | A      | Ida Antoinette Nana Djimou | Francia     | 1,77          | 941   | Miglior prestazione personale stagionale |
| 10   | A      | Brianne Theisen            | Canada      | 1,77          | 941   | Miglior prestazione personale            |
| 13   | A      | Kamila Chudzik             | Polonia     | 1,74          | 903   |                                          |
| 14   | B      | Lilli Schwarzkopf          | Germania    | 1,74          | 903   |                                          |
| 15   | B      | Tat'jana Černova           | Russia      | 1,74          | 903   |                                          |
| 16   | B      | Eliška Klučinová           | Rep. Ceca   | 1,71          | 867   |                                          |
| 16   | A      | Kaie Kand                  | Estonia     | 1,71          | 867   |                                          |
| 18   | B      | Aiga Grabuste              | Lettonia    | 1,71          | 867   |                                          |
| 18   | A      | Louise Hazel               | Regno Unito | 1,71          | 867   | Miglior prestazione personale            |
| 20   | A      | Karolina Tymińska          | Polonia     | 1,71          | 867   |                                          |
| 21   | A      | Aryiro Strataki            | Grecia      | 1,71          | 867   |                                          |
| 22   | A      | Yvonne Wisse               | Paesi Bassi | 1,68          | 830   |                                          |
| 22   | A      | Nadja Casadei              | Svezia      | 1,68          | 830   |                                          |
| 22   | A      | Jessica Samuelsson         | Svezia      | 1,68          | 830   |                                          |
| 25   | B      | Sara Aerts                 | Belgio      | 1,68          | 830   |                                          |
| 26   | A      | Yuliya Tarasova            | Uzbekistan  | 1,68          | 830   |                                          |
| 27   | A      | Ida Marcussen              | Norvegia    | 1,65          | 795   |                                          |
| 28   | A      | Sushmitha Singha Roy       | India       | 1,62          | 759   |                                          |
| 29   | A      | Linda Züblin               | Svizzera    | 1,62          | 759   |                                          |

### Getto del peso
| Rank | Gruppo | Nome                       | Nazionalità | Risultati (m) | Punti | Note                                     |
| ---- | ------ | -------------------------- | ----------- | ------------- | ----- | ---------------------------------------- |
| 1    | B      | Natalija Dobryns'ka        | Ucraina     | 15,82         | 916   | Miglior prestazione personale stagionale |
| 2    | B      | Julia Mächtig              | Germania    | 15,21         | 875   |                                          |
| 3    | B      | Kamila Chudzik             | Polonia     | 15,10         | 868   | Miglior prestazione personale            |
| 4    | B      | Jennifer Oeser             | Germania    | 14,29         | 813   | Miglior prestazione personale            |
| 5    | B      | Jessica Ennis              | Regno Unito | 14,14         | 803   | Miglior prestazione personale            |
| 6    | B      | Ida Antoinette Nana Djimou | Francia     | 14,04         | 797   |                                          |
| 7    | B      | Karolina Tymińska          | Polonia     | 13,75         | 777   |                                          |
| 8    | A      | Hanna Mel'nyčenko          | Ucraina     | 13,70         | 774   | Miglior prestazione personale stagionale |
| 9    | B      | Jessica Samuelsson         | Svezia      | 13,56         | 765   |                                          |
| 10   | B      | Lilli Schwarzkopf          | Germania    | 13,43         | 756   |                                          |
| 11   | A      | Sharon Day                 | Stati Uniti | 13,42         | 755   | Miglior prestazione personale            |
| 12   | A      | Eliška Klučinová           | Rep. Ceca   | 13,40         | 754   |                                          |
| 13   | B      | Aiga Grabuste              | Lettonia    | 13,26         | 745   |                                          |
| 14   | A      | Linda Züblin               | Svizzera    | 13,16         | 738   | Miglior prestazione personale            |
| 15   | A      | Ljudmyla Josypenko         | Ucraina     | 13,01         | 728   |                                          |
| 16   | A      | Aryiro Strataki            | Grecia      | 12,93         | 723   |                                          |
| 17   | B      | Yuliya Tarasova            | Uzbekistan  | 12,92         | 722   |                                          |
| 18   | B      | Nadja Casadei              | Svezia      | 12,92         | 722   |                                          |
| 19   | A      | Kaie Kand                  | Estonia     | 12,83         | 716   |                                          |
| 20   | A      | Ida Marcussen              | Norvegia    | 12,71         | 708   |                                          |
| 21   | B      | Yvonne Wisse               | Paesi Bassi | 12,53         | 696   |                                          |
| 22   | A      | Tat'jana Černova           | Russia      | 12,43         | 690   |                                          |
| 23   | B      | Diana Pickler              | Stati Uniti | 12,40         | 688   |                                          |
| 24   | A      | Marisa De Aniceto          | Francia     | 12,21         | 675   |                                          |
| 25   | A      | Louise Hazel               | Regno Unito | 11,62         | 636   |                                          |
| 26   | A      | Sushmitha Singha Roy       | India       | 11,15         | 605   |                                          |
| 27   | A      | Brianne Theisen            | Canada      | 11,07         | 600   |                                          |
|      | B      | Bettie Wade                | Stati Uniti | NM            |       |                                          |
|      | A      | Sara Aerts                 | Belgio      | DNS           |       |                                          |

### 200 metri piani
| Rank | Batteria | Nome                       | Nazionalità | Risultati (sec) | Punti | Note                                     |
| ---- | -------- | -------------------------- | ----------- | --------------- | ----- | ---------------------------------------- |
| 1    | 1        | Jessica Ennis              | Regno Unito | 23"25           | 1054  | Miglior prestazione personale stagionale |
| 2    | 1        | Ljudmyla Josypenko         | Ucraina     | 23"86           | 994   |                                          |
| 3    | 1        | Karolina Tymińska          | Polonia     | 23"87           | 993   |                                          |
| 4    | 1        | Hanna Mel'nyčenko          | Ucraina     | 24"11           | 970   | Miglior prestazione personale            |
| 5    | 1        | Tat'jana Černova           | Russia      | 24"13           | 968   |                                          |
| 6    | 3        | Louise Hazel               | Regno Unito | 24"19           | 963   | Miglior prestazione personale stagionale |
| 7    | 3        | Jennifer Oeser             | Germania    | 24"30           | 952   | Miglior prestazione personale            |
| 8    | 3        | Kamila Chudzik             | Polonia     | 24"33           | 949   | Miglior prestazione personale            |
| 9    | 3        | Julia Mächtig              | Germania    | 24"39           | 944   | Miglior prestazione personale stagionale |
| 10   | 3        | Yuliya Tarasova            | Uzbekistan  | 24"60           | 924   |                                          |
| 11   | 1        | Brianne Theisen            | Canada      | 24"62           | 922   |                                          |
| 12   | 1        | Jessica Samuelsson         | Svezia      | 24"71           | 914   |                                          |
| 13   | 2        | Diana Pickler              | Stati Uniti | 24"75           | 910   | Miglior prestazione personale stagionale |
| 14   | 1        | Yvonne Wisse               | Paesi Bassi | 24"78           | 907   |                                          |
| 15   | 4        | Ida Antoinette Nana Djimou | Francia     | 24"83           | 902   | Miglior prestazione personale stagionale |
| 16   | 2        | Nadja Casadei              | Svezia      | 24"92           | 894   | Miglior prestazione personale            |
| 17   | 4        | Bettie Wade                | Stati Uniti | 24"98           | 889   | Miglior prestazione personale stagionale |
| 18   | 3        | Natalija Dobryns'ka        | Ucraina     | 25"02           | 885   |                                          |
| 19   | 3        | Linda Züblin               | Svizzera    | 25"04           | 883   |                                          |
| 20   | 4        | Sharon Day                 | Stati Uniti | 25"15           | 873   |                                          |
| 21   | 2        | Marisa De Aniceto          | Francia     | 25"32           | 858   |                                          |
| 22   | 4        | Aiga Grabuste              | Lettonia    | 25"49           | 842   |                                          |
| 23   | 2        | Ida Marcussen              | Norvegia    | 25"59           | 833   |                                          |
| 24   | 4        | Sushmitha Singha Roy       | India       | 25"65           | 828   |                                          |
| 25   | 2        | Aryiro Strataki            | Grecia      | 25"93           | 803   |                                          |
| 26   | 2        | Kaie Kand                  | Estonia     | 26"07           | 791   |                                          |
| 27   | 4        | Eliška Klučinová           | Rep. Ceca   | 26"17           | 782   |                                          |
|      | 2        | Lilli Schwarzkopf          | Germania    | DNS             |       |                                          |
|      | 4        | Sara Aerts                 | Belgio      | DNS             |       |                                          |

### Salto in lungo
| Rank | Group | Name                       | Nationality | Result | Points | Notes                                    |
| ---- | ----- | -------------------------- | ----------- | ------ | ------ | ---------------------------------------- |
| 1    | B     | Kamila Chudzik             | Polonia     | 6,55   | 1023   | Miglior prestazione personale            |
| 2    | B     | Tat'jana Černova           | Russia      | 6,50   | 1007   | Miglior prestazione personale stagionale |
| 3    | B     | Hanna Mel'nyčenko          | Ucraina     | 6,43   | 985    | Miglior prestazione personale            |
| 4    | B     | Jennifer Oeser             | Germania    | 6,42   | 981    |                                          |
| 5    | B     | Natalija Dobryns'ka        | Ucraina     | 6,41   | 978    |                                          |
| 6    | A     | Aiga Grabuste              | Lettonia    | 6,40   | 975    | Miglior prestazione personale stagionale |
| 7    | B     | Julia Mächtig              | Germania    | 6,36   | 962    |                                          |
| 8    | A     | Ida Antoinette Nana Djimou | Francia     | 6,32   | 949    | Miglior prestazione personale stagionale |
| 9    | B     | Jessica Ennis              | Regno Unito | 6,29   | 940    |                                          |
| 10   | B     | Diana Pickler              | Stati Uniti | 6,24   | 924    | Miglior prestazione personale stagionale |
| 11   | B     | Yuliya Tarasova            | Uzbekistan  | 6,23   | 921    |                                          |
| 12   | B     | Ljudmyla Josypenko         | Ucraina     | 6,20   | 912    |                                          |
| 13   | B     | Bettie Wade                | Stati Uniti | 6,18   | 905    |                                          |
| 14   | B     | Louise Hazel               | Regno Unito | 6,13   | 890    |                                          |
| 15   | A     | Kaie Kand                  | Estonia     | 5,99   | 846    | Miglior prestazione personale stagionale |
| 16   | A     | Marisa De Aniceto          | Francia     | 5,97   | 840    |                                          |
| 17   | A     | Jessica Samuelsson         | Svezia      | 5,90   | 819    |                                          |
| 18   | A     | Aryiro Strataki            | Grecia      | 5,87   | 810    |                                          |
| 19   | B     | Yvonne Wisse               | Paesi Bassi | 5,87   | 810    |                                          |
| 20   | A     | Brianne Theisen            | Canada      | 5,82   | 795    |                                          |
| 21   | B     | Nadja Casadei              | Svezia      | 5,78   | 783    |                                          |
| 21   | A     | Eliška Klučinová           | Rep. Ceca   | 5,78   | 783    |                                          |
| 23   | A     | Sharon Day                 | Stati Uniti | 5,69   | 756    |                                          |
| 24   | A     | Linda Züblin               | Svizzera    | 5,69   | 756    |                                          |
| 25   | A     | Sushmitha Singha Roy       | India       | 5,43   | 680    |                                          |
|      | A     | Ida Marcussen              | Norvegia    | NM     |        |                                          |
|      | B     | Karolina Tymińska          | Polonia     | DNS    |        |                                          |
|      | B     | Lilli Schwarzkopf          | Germania    | DNS    |        |                                          |
|      | A     | Sara Aerts                 | Belgio      | DNS    |        |                                          |

### Lancio del giavellotto
| Rank | Group | Name                       | Nationality | Result | Points | Notes                                    |
| ---- | ----- | -------------------------- | ----------- | ------ | ------ | ---------------------------------------- |
| 1    | A     | Linda Züblin               | Svizzera    | 53,01  | 919    | Record nazionale                         |
| 2    | A     | Ida Marcussen              | Norvegia    | 50,02  | 861    |                                          |
| 3    | A     | Kamila Chudzik             | Polonia     | 48,72  | 835    |                                          |
| 4    | A     | Marisa De Aniceto          | Francia     | 48,39  | 829    | Miglior prestazione personale            |
| 5    | A     | Ida Antoinette Nana Djimou | Francia     | 47,93  | 820    |                                          |
| 6    | A     | Ljudmyla Josypenko         | Ucraina     | 46,87  | 800    |                                          |
| 7    | B     | Jennifer Oeser             | Germania    | 46,70  | 796    | Miglior prestazione personale stagionale |
| 8    | B     | Sharon Day                 | Stati Uniti | 44,14  | 747    | Miglior prestazione personale            |
| 9    | A     | Brianne Theisen            | Canada      | 43,84  | 741    |                                          |
| 10   | A     | Jessica Ennis              | Regno Unito | 43,54  | 735    |                                          |
| 11   | A     | Aiga Grabuste              | Lettonia    | 43,52  | 735    |                                          |
| 12   | B     | Louise Hazel               | Regno Unito | 43,51  | 735    |                                          |
| 13   | A     | Natalija Dobryns'ka        | Ucraina     | 43,29  | 731    |                                          |
| 14   | B     | Aryiro Strataki            | Grecia      | 42,87  | 722    |                                          |
| 15   | A     | Hanna Mel'nyčenko          | Ucraina     | 42,24  | 710    |                                          |
| 16   | A     | Tat'jana Černova           | Russia      | 41,88  | 703    |                                          |
| 17   | A     | Eliška Klučinová           | Rep. Ceca   | 41,19  | 690    |                                          |
| 18   | B     | Diana Pickler              | Stati Uniti | 41,13  | 689    |                                          |
| 19   | B     | Yuliya Tarasova            | Uzbekistan  | 40,88  | 684    |                                          |
| 20   | A     | Julia Mächtig              | Germania    | 40,70  | 681    |                                          |
| 21   | B     | Kaie Kand                  | Estonia     | 37,68  | 623    |                                          |
| 22   | B     | Jessica Samuelsson         | Svezia      | 37,15  | 613    | Miglior prestazione personale stagionale |
| 23   | B     | Bettie Wade                | Stati Uniti | 36,70  | 604    | Miglior prestazione personale            |
| 24   | B     | Sushmitha Singha Roy       | India       | 36,03  | 591    |                                          |
| 25   | B     | Yvonne Wisse               | Paesi Bassi | 33,82  | 549    |                                          |
| 26   | B     | Nadja Casadei              | Svezia      | 32,30  | 520    |                                          |
|      | A     | Lilli Schwarzkopf          | Germania    | DNS    |        |                                          |
|      | B     | Sara Aerts                 | Belgio      | DNS    |        |                                          |
|      | B     | Karolina Tymińska          | Polonia     | DNS    |        |                                          |

### 800 metri piani
| Rank | Batteria | Nome                       | Nazionalità | Risultati (sec) | Punti | Note                                     |
| ---- | -------- | -------------------------- | ----------- | --------------- | ----- | ---------------------------------------- |
| 1    | 3        | Tat'jana Černova           | Russia      | 2'09"11         | 978   | Miglior prestazione personale stagionale |
| 2    | 2        | Jessica Samuelsson         | Svezia      | 2'10"34         | 960   |                                          |
| 3    | 2        | Kaie Kand                  | Estonia     | 2'11"92         | 937   |                                          |
| 4    | 4        | Jessica Ennis              | Regno Unito | 2'12"22         | 932   |                                          |
| 5    | 2        | Brianne Theisen            | Canada      | 2'12"62         | 927   | Miglior prestazione personale            |
| 6    | 1        | Nadja Casadei              | Svezia      | 2'12"66         | 926   |                                          |
| 7    | 4        | Hanna Mel'nyčenko          | Ucraina     | 2'12"85         | 923   | Miglior prestazione personale            |
| 8    | 4        | Natalija Dobryns'ka        | Ucraina     | 2'13"22         | 918   |                                          |
| 9    | 1        | Ida Marcussen              | Norvegia    | 2'13"81         | 910   |                                          |
| 10   | 3        | Sharon Day                 | Stati Uniti | 2'13"84         | 909   |                                          |
| 11   | 4        | Jennifer Oeser             | Germania    | 2'14"34         | 902   |                                          |
| 12   | 4        | Ljudmyla Josypenko         | Ucraina     | 2'14"64         | 898   | Miglior prestazione personale stagionale |
| 13   | 3        | Marisa De Aniceto          | Francia     | 2'14"80         | 896   |                                          |
| 14   | 1        | Yvonne Wisse               | Paesi Bassi | 2'15"58         | 885   |                                          |
| 15   | 3        | Diana Pickler              | Stati Uniti | 2'15"60         | 884   | Miglior prestazione personale            |
| 16   | 3        | Louise Hazel               | Regno Unito | 2'15"85         | 881   | Miglior prestazione personale            |
| 17   | 2        | Aryiró Stratáki            | Grecia      | 2'16"72         | 869   |                                          |
| 18   | 2        | Linda Züblin               | Svizzera    | 2'17"01         | 865   |                                          |
| 19   | 4        | Julia Mächtig              | Germania    | 2'17"07         | 864   |                                          |
| 20   | 3        | Aiga Grabuste              | Lettonia    | 2'17"43         | 859   | Miglior prestazione personale stagionale |
| 21   | 4        | Ida Antoinette Nana Djimou | Francia     | 2'17"72         | 855   | Miglior prestazione personale stagionale |
| 22   | 4        | Kamila Chudzik             | Polonia     | 2'18"58         | 843   |                                          |
| 23   | 1        | Eliška Klučinová           | Rep. Ceca   | 2'23"79         | 773   |                                          |
| 24   | 1        | Bettie Wade                | Stati Uniti | 2'25"50         | 750   |                                          |
| 25   | 2        | Yuliya Tarasova            | Uzbekistan  | 2'35"05         | 631   |                                          |
| 26   | 1        | Sushmitha Singha Roy       | India       | 2'36"13         | 618   |                                          |

## Risultati finali
| Posizione | Atleta                     | Nazione     | Punti | Note                                    |
| --------- | -------------------------- | ----------- | ----- | --------------------------------------- |
| Oro       | Jessica Ennis              | Regno Unito | 6731  | Miglior prestazione mondiale stagionale |
| Argento   | Jennifer Oeser             | Germania    | 6493  | Miglior prestazione personale           |
| Bronzo    | Kamila Chudzik             | Polonia     | 6471  | Miglior prestazione personale           |
| 4         | Natalija Dobryns'ka        | Ucraina     | 6444  |                                         |
| 5         | Ljudmyla Josypenko         | Ucraina     | 6416  | Miglior prestazione personale           |
| 6         | Hanna Mel'nyčenko          | Ucraina     | 6414  |                                         |
| 7         | Ida Antoinette Nana Djimou | Francia     | 6323  | Miglior prestazione personale           |
| 8         | Julia Mächtig              | Germania    | 6265  |                                         |
| 9         | Sharon Day                 | Stati Uniti | 6126  |                                         |
| 10        | Diana Pickler              | Stati Uniti | 6086  |                                         |
| 11        | Marisa De Aniceto          | Francia     | 6049  |                                         |
| 12        | Aiga Grabuste              | Lettonia    | 6033  |                                         |
| 13        | Louise Hazel               | Regno Unito | 6008  |                                         |
| 14        | Brianne Theisen            | Canada      | 5949  |                                         |
| 15        | Linda Züblin               | Svizzera    | 5934  |                                         |
| 16        | Jessica Samuelsson         | Svezia      | 5885  |                                         |
| 17        | Kaie Kand                  | Estonia     | 5760  |                                         |
| 18        | Aryiró Stratáki            | Grecia      | 5748  |                                         |
| 19        | Yvonne Wisse               | Paesi Bassi | 5704  |                                         |
| 20        | Yuliya Tarasova            | Uzbekistan  | 5658  |                                         |
| 21        | Nadja Casadei              | Svezia      | 5598  |                                         |
| 22        | Eliška Klučinová           | Rep. Ceca   | 5505  |                                         |
| 23        | Bettie Wade                | Stati Uniti | 5134  |                                         |
| 24        | Ida Marcussen              | Norvegia    | 5014  |                                         |
| 25        | Sushmitha Singha Roy       | India       | 4983  |                                         |
|           | Karolina Tyminska          | Polonia     | dnf   |                                         |
|           | Sara Aerts                 | Belgio      | dnf   |                                         |
|           | Lilli Schwarzkopf          | Germania    | dnf   |                                         |
|           | Tat'jana Černova           | Russia      | dq    |                                         |